# Ángel Rivière
Ángel Rivière Gómez (Madrid, 16 de junio de 1949-12 de abril de 2000) fue un psicólogo y científico cognitivo español, especialista en niños con trastorno autista. Fue catedrático de Psicología Cognitiva desde 1990 hasta su repentina muerte en 2000.

## Biografía
Se licencia en filosofía y letras en 1971 en la Universidad Complutense de Madrid, en la especialidad de Psicología. Ese año, empezará a trabajar en la Universidad Autónoma de Madrid y dará clases de Historia de la Psicología en la Complutense hasta 1977. Se doctora en 1985 con la tesis titulada Razonamiento y representación y es nombrado profesor titular de la Autónoma de Madrid en 1986 y catedrático de Psicología Cognitiva en 1990. Su libro de texto Psicología del lenguaje. Investigación y teoría (1992), escrito con Mercedes Belinchón, quien también compiló los dos volúmenes de textos escritos por Rivière, forma parte de la bibliografía básica de la asignatura de la Psicología del Lenguaje tanto en la Universidad Autónoma de Madrid como en la Universidad Nacional de Educación a Distancia.
En 1974 se casa con la traductora Inés Marichalar y tienen varios hijos.
En 1978 comienza a trabajar con niños con autismo junto a la Asociación de Padres de Niños Autistas (APNA), a lo que dedicaría tanto su carrera profesional como su labor científica e investigadora: la teoría de la mente, la psicología infantil, el lenguaje, las ciencias cognitivas. Además, dirigió la revista Estudios de Psicología desde su fundación y fue vicepresidente de la Sociedad Española de Psicología. Entre 1987 y 1989 fue presidente del Centro de Investigación y Documentación Educativa.
Rivière abordó desde enfoques diversos el estudio del autismo, desde las alteraciones en el desarrollo psicológico del paciente a las habilidades de interacción social del sujeto con autismo, así como la intervención conductual de psicólogos en el autismo. También trabajo aspectos más clínicos como procedimientos de evaluación, tratamientos, revisionales, etc.
Muere repentinamente en 2000 en Madrid por un accidente cerebro vascular.
En tributo a su ejemplar labor y recogiendo el legado de la misma, en enero del año 2011 se crea una fundación que lleva su nombre, cuya presidencia de honor corresponde a su viuda, Inés Marichalar.

## Obras publicadas
Entre sus libros principales están:
- La Psicología de Vigotsky (1984)
- Razonamiento y representación (1985)
- El sujeto de la Psicología Cognitiva (1987)
- Objetos con mente (1991)
- Psicología del lenguaje. Investigación y teoría (1992) ISBN 9788487699351. con Mercédes Belinchón
- La mirada mental (1996) con M. Núñez
- El tratamiento del autismo (1997)
- El niño pequeño autista (2000)
- Diálogos sobre psicología: de los cómputos mentales a los significados de la conciencia, Vól. I. (2003) Ángel Rivière, compilación de Mercedes Belinchón. Ed. Médica Panamericana[3]
- Lenguaje, simbolización y alteraciones del desarrollo, Vól. II. (2003) Ángel Rivière, compilación de Mercedes Belinchón. Ed. Médica Panamericana[4]